# 食べた愛/あたしたち
「食べた愛/あたしたち」（たべたあい/あたしたち）は、aikoの楽曲。2021年9月29日に41作目のシングルとしてポニーキャニオンから発売された。

## 収録曲
| 全作詞・作曲: AIKO。 |                               |      |            |            |      |
| #                    | タイトル                      | 作詞 | 作曲・編曲 | 編曲       | 時間 |
| 1.                   | 「食べた愛」                  | AIKO | AIKO       | トオミヨウ | 5:17 |
| 2.                   | 「あたしたち」                | AIKO | AIKO       | 島田昌典   | 4:45 |
| 3.                   | 「列車」                      | AIKO | AIKO       | トオミヨウ | 4:18 |
| 4.                   | 「食べた愛 (instrumental)」   | AIKO | AIKO       | トオミヨウ | 5:17 |
| 5.                   | 「あたしたち (instrumental)」 | AIKO | AIKO       | 島田昌典   | 4:45 |

## 曲解説
食べた愛
カルビー『ポテトチップス 「畑から、愛を込めて。」篇』・『じゃがいもチップス 「素材のおいしさ」篇』CMソング。
あたしたち
NHKよるドラ『古見さんは、コミュ症です。』主題歌。
A面楽曲初のアルバム未収録